# Scheelemedaljen
Scheelemedaljen är en vetenskaplig utmärkelse som från 1930 utdelades av Kemiska sällskapet i Stockholm.. Priset bör inte blandas ihop med det modernare Scheelepriset, som fortfarande utdelas.
Bland mottagarna av Scheelemedaljen finns
- 1930 – Otto Folin, Carl Neuberg och S.P.L. Sørensen. Priset delades ut av kronprinsen, den blivande Gustaf VI Adolf.[1]
- 1934 – Ida Noddack [2]
- 1937 – James Sumner[3]
- 1947 – Albert Fischer[4]